# Convergencia en probabilidad

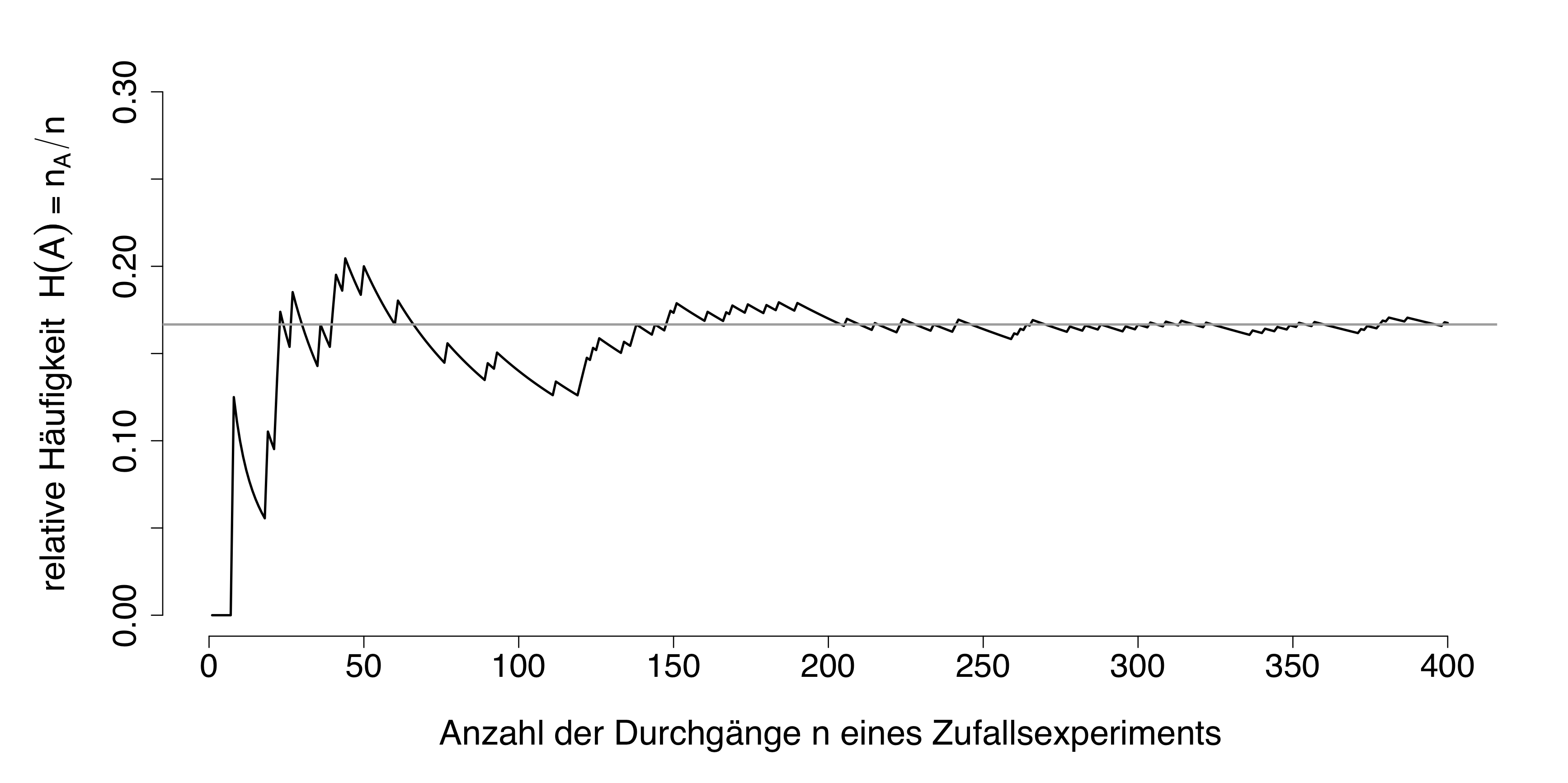
La Ley de los grandes números asegura la convergencia de la media de nuestra población al valor real (si hay uno).

La convergencia en probabilidad se da cuando a medida que {\displaystyle n}, o el tamaño de muestra, aumenta entonces la variable aleatoria (v.a.) toma valores cercanos a una constante {\displaystyle c} con mayor probabilidad. Un ejemplo sencillo de esto sería, dado una v.a. que toma 2 valores c con probabilidad {\displaystyle 1-1/n} y {\displaystyle n} con probabilidad {\displaystyle 1/n}. Entonces al hacer crecer n lo que ocurre es que el valor "n" de la v.a. aumenta pero su probabilidad disminuye a una velocidad de (1/n) mientras que la probabilidad de que la v.a. tome el valor c va tendiendo a 1.
Sea {\displaystyle X_{n}} una variable aleatoria cuyo índice señala el tamaño de la muestra a partir de la cual dicha variable aleatoria está construida.

## Se define convergencia en probabilidad
Se dice que la sucesión de variables aleatorias {\displaystyle X_{n}} converge en probabilidad a una constante c si {\displaystyle \lim _{n\to \infty }{P(|X_{n}-c|>\varepsilon )=0}} para cualquier {\displaystyle \varepsilon } >0, también se escribe como {\displaystyle X_{n}{\overset {P}{\rightarrow }}c}.
El resultado anterior, con ayuda de las propiedades de valor absoluto se puede ver como
{\displaystyle {\displaystyle \lim _{n\to \infty }P(|X_{n}-c|>\epsilon )=\lim _{n\to \infty }P(X_{n}-c>\epsilon \ \cup \ c-X_{n}>\epsilon )}}

## Implicaciones
Sea {\displaystyle (\Omega ,\digamma ,P)} un espacio de probabilidad, {\displaystyle X_{n},X:\Omega \rightarrow R} variables aleatorias. Entonces si la sucesión de {\displaystyle X_{n}} converge casi seguramente, lo hace tambien en probabilidad.
- Datos: Q5637553